# Franz Heinrich August Wetzel
Franz Heinrich August Wetzel (* 8. August 1809 in Lobenstein; † nach 1863) war ein deutscher Arzt und Politiker.

## Leben
Wetzel war der Sohn des Lohnkutschers Johann Heinrich Wetzel in Lobenstein und dessen Ehefrau Wilhelmine Christiane Marie geborene Göll verw. Schäfer. Er war evangelisch-lutherischer Konfession und heiratete am 30. Mai 1844 in Wurzbach Laura Marie Felder (* 23. Oktober 1823 in Titschendorf; † 27. Dezember 1849 ebenda), die Tochter des Pfarrers Johann Wilhelm Felder in Wurzbach und Oßlar.
Wetzel studierte Medizin und wurde zum Dr. med. promoviert. Er arbeitete als chirurgischer und praktischer Arzt in Wurzbach. 1863 wurde er zum Bürgermeister von Wurzbach gewählt.
Vom 27. August bis zum 21. Dezember 1849, vom 10. Bis 26. November 1851 und vom 12. Februar 1852 bis zum 17. Juni 1854 war er Abgeordneter im Landtag Reuß jüngerer Linie.